# Cyril Northcote Parkinson
Cyryl Northcote Parkinson, C.N. Parkinson (ur. 30 lipca 1909 w Durham, zm. 9 marca 1993 w Canterbury) – brytyjski historyk, pisarz, doradca konserwatywnych rządów Wielkiej Brytanii. Autor około sześćdziesięciu książek, z których najsłynniejsza pt. Prawo Parkinsona traktująca o rozroście biurokracji stała się bestsellerem i uczyniła autora uznanym ekspertem w sprawach administracji publicznej.

## Życiorys
Cyryl Parkinson był najmłodszym synem Williama Edwarda Parkinsona (1871-1927), dyrektora szkoły Sztuk i Rzemiosła w Yorku. W młodości Parkinson rozwijał swoje zainteresowania historią floty wojennej. Studia I stopnia (licencjat) ukończył w 1932 r. na uniwersytecie w Cambridge, następnie na studiach podyplomowych w Królewskim Kolegium w Londynie (King’s College in London) napisał pracą doktorską pt. Handel i wojna na morzach wschodnich w latach 1803-1810 (ang. Trade and War in the Eastern Seas, 1803–1810), za którą otrzymał nagrodę im. Juliana Corbetta za 1935 rok. W roku 1934 został oficerem w 22 Pułku z Londynu, promowany na porucznika w tym samym roku. W 1935 został przyjęty jako pracownik naukowy w Emmanuel College, Cambridge. W 1937 został kapitanem. W 1943 ożenił się z Ethelwyn Edith Graves, z którą miał dwoje dzieci.
W 1958 r. podczas pobytu w Singapurze Parkinson opublikował swoją książkę Prawo Parkinsona, która była rozwinięciem humorystycznie krytykującego biurokrację rządową artykułu opublikowanego wcześniej w tygodniku the Economist. Praca stanowi zbiór krótkich satyrycznych studiów wyjaśniających nieuchronny rozrost biurokracji. Pierwsze stustronicowe wydanie, ilustrowane przez Osberta Lancastera, ukazało się w USA, a niebawem w Wielkiej Brytanii, i stało się natychmiast bestsellerem.
W latach 1959–60 był profesorem wizytującym na Uniwersytecie Kalifornijskim w Berkeley.

## Publikacje
- Jak zrobić karierę (In-laws and Outlaws; 1962). Wydanie polskie: tłumaczył Juliusz Kydryński, wydanie II, Wydawnictwo: "Książka i Wiedza", Warszawa 1966
- Prawo Parkinsona albo w pogoni za postępem (Parkinson's Law or the Pursuit of Progress; 1958; wydawnictwo John Murray, Londyn). Wydanie polskie: tłumaczył Juliusz Kydryński, wydanie III, Wydawnictwo: "Książka i Wiedza", Warszawa 1971
- Prawo Parkinsona po dziesięciu latach, tłumaczył: Juliusz Kydryński, rysunki: Osbert Lancaster, Wydawnictwo: "Książka i Wiedza", Warszawa 1973
- Prawo pani Parkinson i inne studia z zakresu wiedzy domowej, Wydawnictwo: "Książka i Wiedza", Warszawa 1970
- książki historyczne z dziejów Royal Navy
- cykl sześciu powieści, których głównym bohaterem był fikcyjny kapitan brytyjski z epoki wojen napoleońskich, Richard Delancey (na język polski przetłumaczono trzy z nich: Tajna misja, Pod płonącą banderą i Wyścig z czasem)